# Hluboké Dvory
Hluboké Dvory, bis 1960 Hluboké (deutsch Hluboky) ist eine Gemeinde in Tschechien. Sie liegt acht Kilometer nordöstlich von Tišnov und gehört zum Okres Brno-venkov.

## Geographie
Hluboké Dvory befindet sich am südöstlichen Fuße der Střela (490 m) im Žernovnická hrásť, einem Teil der Boskowitzer Furche. Das Dorf liegt rechtsseitig über dem Tal der Lubě in der Quellmulde eines kleinen Zuflusses. Nördlich erhebt sich die Jedůvka (483 m), im Süden der Hluboké (391 m) und Čihadlo (453 m). Südlich befindet sich unterhalb der gleichnamigen Ruine die Wüstung Trmačov.
Nachbarorte sind Brťov-Jeneč im Norden, Lubě und Malá Lhota im Nordosten, Klučeniny und Závist im Osten, Milonice und Újezd u Černé Hory im Südosten, Skalička und Všechovice im Süden, Stanovisko, Samotín, Hajánky und Hájek im Südwesten, Unín im Westen sowie Rohozec und Bukovice im Nordwesten.

## Geschichte
Die erste schriftliche Nachricht von villa Hluboke erfolgte 1349 in einer Überlassungsurkunde des Vladiken Havel von Trmačov über drei Huben des Dorfes zugunsten seiner Frau Přibca und Kinder. Die Burg und das Dorf Trmačov fielen im 15. Jahrhundert wüst. Wahrscheinlich wurden sie während der Hussitenkriege oder dem böhmisch-ungarischen Krieg zerstört. In dieser Zeit erlosch vermutlich auch das Vladikengeschlecht von Trmačov. Die Güter der Herrschaft Trmačov wurden unter den benachbarten Herrschaften aufgeteilt. 1481 vermachte Jan Babka von Senice die wüste Burg Trmačov einschließlich Unín sowie eines Untertanen in Hluboké an Markvart von Lomnice. Damit war Hluboké zwischen den Herrschaften Lomnice, Černá Hora und Boskovice dreigeteilt. Zwischen 1849 und 1855 wurden auf den Fluren von Hluboke drei Braunkohlengruben betrieben.
Nach der Aufhebung der Patrimonialherrschaften bildete Hluboky ab 1850 zusammen mit dem Ortsteil Lubě eine Gemeinde in der Bezirkshauptmannschaft Boskowitz. Im selben Jahre lebten in Hluboky 218 Menschen. Zwischen 1854 und 1868 wurden zwischen dem Neuen Hof und dem Čihadlo Obstgärten angelegt. Zugleich wurden Trockenmauern errichtet und der Brunnen Krb angelegt. 1869 bestand das Dorf aus 34 Häusern und hatte 220 Einwohner. Ein Großfeuer zerstörte 1874 fünf Häuser des Dorfes. 1880 wurde der Gemeindesitz nach Lubě verlegt. 1882 trennten sich beide Dörfer und die Gemeinde erhielt den Namen Hluboké/Hluboky. Im Jahre 1892 wurde in Hluboké eine Grundschule eingeweiht, zuvor erfolgte der Unterricht in Hunin. 1893 erfolgte der Bau einer Straße bis zur Ortsgrenze mit Hunín, diese wurde 1901 bis Rohozec fortgeführt. 1898 wurde Hluboky auf Wunsch der Gemeindevertretung in die Bezirkshauptmannschaft Tischnowitz überwiesen. Die Freiwillige Feuerwehr gründete sich im Jahre 1912. Dieser leistete 1922 beim Hochwasser der Lubě Hilfe. Im Jahre 1931 erhielt das Dorf elektrischen Strom. Während der deutschen Besetzung befand sich in den Wäldern um Hluboké eines der Zentren der Partisanenbewegung im Bezirk Tischnowitz. Auf der Střela errichtete die Armee im Jahre 1960 eine Kaserne zur Unterbringung einer Raketenabteilung. Die gesamten Waldgebiete auf den Fluren von Unín und Hluboké wurden eingezogen und dem Militärforstbetrieb MO Vojenské lesy Plumlov übereignet. Nach der Auflösung des Okres Tišnov wurde Hluboké mit Beginn des Jahres 1961 dem Okres Blansko zugeordnet und der Gemeinde zur Unterscheidung von Hluboké der neue Name Hluboké Dvory zugewiesen. Die Schule wurde 1962 geschlossen. 1964 beantragten die örtlichen Nationalausschüsse von Unín, Hluboké Dvory und Rohozec erfolglos gemeinschaftlich als symbolischen Akt der Rückkehr zu Tišnov die Überweisung ihrer Dörfer zum Okres Brno-venkov. 1976 wurde Hluboké Dvory zusammen mit Unín, Zhoř und Bukovice nach Rohozec zwangseingemeindet. Das Dorf war ringsum von 16 ha Kirschgärten umgeben, diese wurden 1976 zusammen mit allen Alleebäumen gerodet. 1990 löste sich Hluboké Dvory wieder von Rohozec los und bildete eine eigene Gemeinde. Zum Ende des Jahres 1990 wurde die Raketenabteilung aufgehoben und die beschlagnahmten Wälder den Gemeinden restituiert. Seit Beginn des Jahres 2007 gehört die Gemeinde zum Okres Brno-venkov. Hluboké Dvory besteht heute aus 56 Häusern, von denen 25 dauerhaft zu Wohnzwecken genutzt werden.

## Gemeindegliederung
Für die Gemeinde Hluboké Dvory sind keine Ortsteile ausgewiesen.

## Sehenswürdigkeiten
- Kapelle am Dorfplatz, erbaut 1838

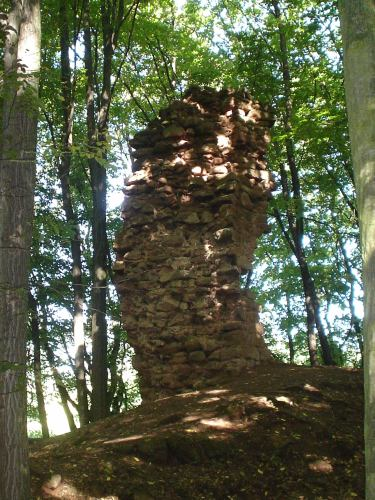
Ruine Trmačov

- Ruine der Burg Trmačov, südlich des Dorfes, sie ist seit 1305 als Sitz des Vladiken Ondřej von Trmačov überliefert. Seit 1466 gilt die Burg als wüst. Das Gemäuer wurde später von den Bewohnern der umliegenden Orte als Baumaterial abgetragen. Erhalten sind Mauerreste des Bergfriedes.
- Gedenkstein für die Partisanenkompanie des Generals Luža, errichtet 1946 im Wald südlich des Ortes
- Naturdenkmal Krkatá baba, östlich des Dorfes an der Lubě, Eichenwald um eine Gruppe von Felspfeilern aus rötlichem Brekziengestein, es erhielt seinen skurrilen Namen von einem der Felsen, der einem menschlichen Kopf mit langem Hals ähnelt.

## Persönlichkeiten

### Söhne und Töchter der Gemeinde
- Josef Trtílek (1908–1983), Chemiker und Universitätsprofessor

### Im Ort wirkten und lebten
- Cyril Kučera (1893–1968), der Veterinärmediziner und Hochschulprofessor erwarb 1933 einen Hof in Hluboké. 1948 wurde Kučeras Gut verstaatlicht. Im selben Jahre erfolgte seine Entlassung von der Hochschule für Landwirtschaft in Brno
- Stanislav Vosyka (1901–1986), der Geologe lebte in seiner Jugend in Hluboké
- Leopold Mazáč (1902–1997), Lehrer, Heimatforscher und Buchautor, er entdeckte 1933 auf den Fluren von Hluboké eine frühzeitliche Ansiedlung